# Uzboi-Ladon-Morava-System
Das Uzboi-Ladon-Morava-System, kurz auch ULM-System genannt, ist eine etwa 8000 Kilometer lange Oberflächenstruktur auf dem Mars.

## Lage

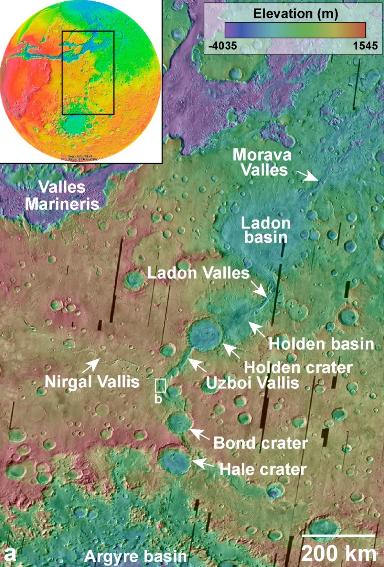
Lage des ULM-Systems auf dem Mars

Das ULM-System beginnt am nordöstlichen Rand der Argyre Planitia. Es führt von dort über den Bond-Krater, welcher das Abflusstal überprägt hat, zum Uzboi Vallis. In diesem Tal windet es sich bis zum Krater Holden, der ebenfalls erst später entstanden ist und das System dadurch überprägte. An dessen östlichem Ende führt es über das Holden Bassin zum Ladon Vallis, von dort in nordöstlicher Richtung weiter in das weitläufige Ladon Basin hinein. An dessen nordöstlichem Rand schließt sich das Morava Vallis an, welches die Verbindung zum Margaritifer Chaos herstellt. Im weiteren Verlauf ist zu erahnen, dass das System über Iani Chaos auch mit Ares Vallis verbunden ist, welches bis zur Chryse Planitia führt.

## Entstehung
Es wird vermutet, dass die Argyre Planitia im marsianischen Hochland einst mit Wasser gefüllt war, und dieses Wasser über das ULM-System in das nördliche marsianische Tiefland in die Chryse Planitia abfloss. Später wurde der Verlauf durch verschiedene Impakte, die z. B. die Krater Bond und Holden entstehen ließen, unterbrochen, wodurch in diesen Kratern Seen und vor den Kraterwänden wie etwa im Uzboi Vallis Stauseen entstanden.